# بریلیم آزید
بریلیم آزید (Be (N 3 ) 2) یک ترکیب معدنی از بریلیوم و نیتروژن است.

## سنتز و ساخت
بریلیم آزید از واکنش بریلیم کلرید با تری‌متیل‌سیلیل آزید تولید می‌شود:
BeCl 2 + 2Me 3 SiN 3 → Be (N 3 ) 2 + 2Me 3 SiCl
از سوی دیگر، دی‌متیل بریلیم با اسید هیدرازوئیک در دی‌اتیل خشک در دمای ۱۱۶ درجه سانتی‌گراد واکنش می‌دهد:
(CH 3 ) 2 + 2HN 3 → (N 3 ) 2 + 2CH 4 باشید

## ساختار
طیف‌بینی فروسرخ و طیف‌سنجی رامان حاکی از آن است که بریلیم آزید از زنجیرهای نامحدودی تشکیل شده است، با یونهای Be 2+ به صورت چهار ضلعی هماهنگ شده و با یون‌های N 3 - پل زدن پایان متصل می‌شوند.